# Vicky Leandros
Vicky Leandros (Grieks: Βίκυ Λέανδρος)), pseudoniem van Vasiliki Papathanasiou (Βασιλική Παπαθανασίου) - Paleokastritsa), 23 augustus 1949 of 1952) is een Grieks-Duits zangeres. Naast Grieks en Duits heeft ze ook veel nummers in het Frans en Engels gezongen. Ook nam zij verscheidene nummers op in het Japans, Nederlands, Italiaans en Spaans. In totaal heeft ze bijna 80 albums uitgebracht. Daarnaast zijn er vele compilaties en heruitgaves verschenen.

## Zangcarrière
In 1958 namen haar ouders haar mee naar West-Duitsland. Na de echtscheiding van haar ouders groeide Vicky op bij haar vader. Met de steun van haar vader, die zelf succesvol was in Griekenland en Duitsland als Leo Leandros, bouwde zij een carrière op in beide landen, aanvankelijk onder de naam Vicky (veel zangeressen in die tijd gebruikten alleen hun voornaam als artiestennaam). Haar eerste single verscheen in 1965: Messer, Gabel, Schere, Licht en werd direct een hit in Duitsland. In dit land scoorde ze tot 1967 al verschillende hits, en ook in Canada en Griekenland.

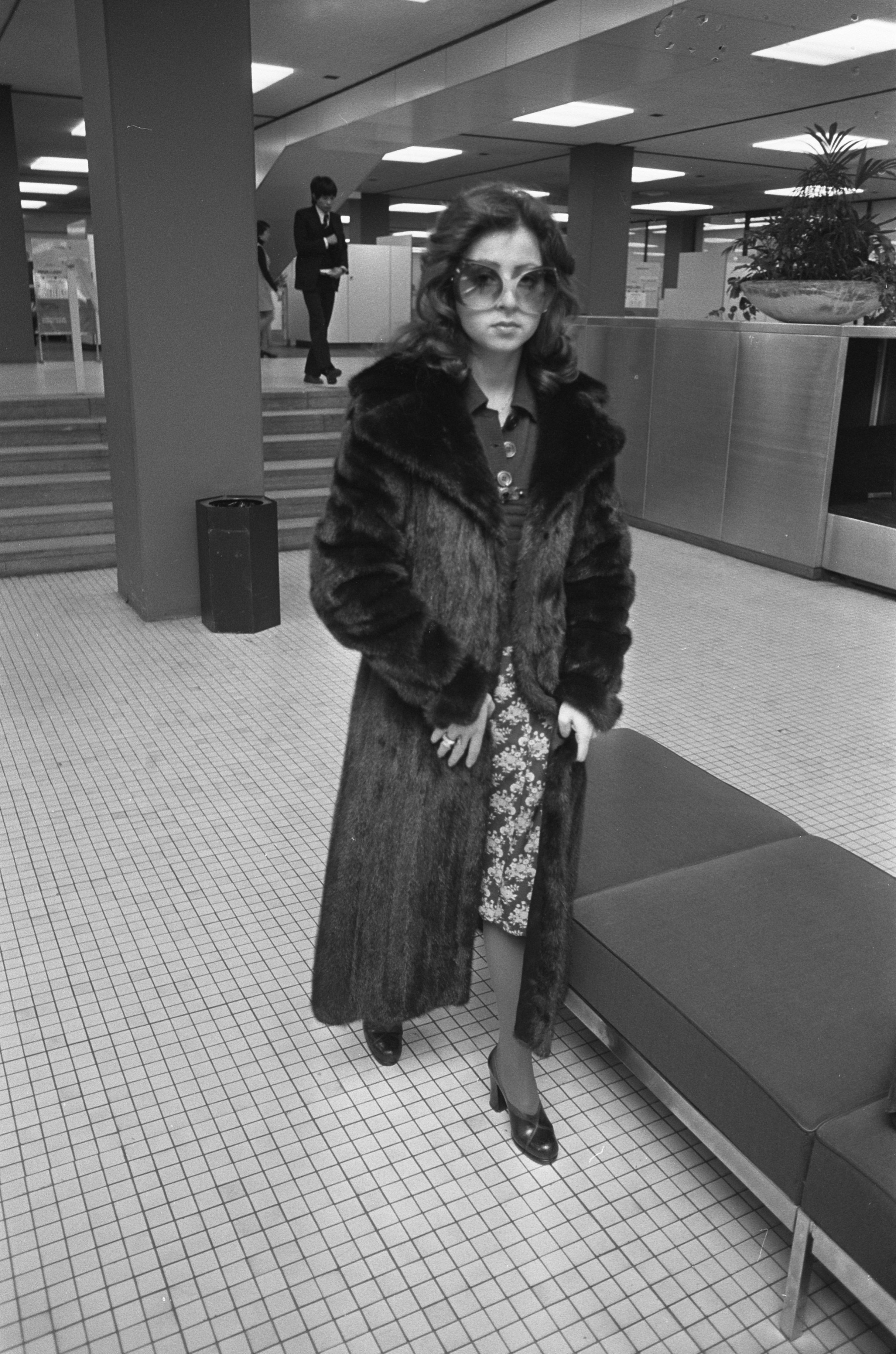
Vicky Leandros in 1973

Leandros raakte internationaal bekend door haar deelname aan het Eurovisiesongfestival; eerst in 1967 voor Luxemburg; met L'amour est bleu werd ze in dat jaar vierde. In 1972 werd ze (en nu onder haar volledige artiestennaam Vicky Leandros) opnieuw door Luxemburg uitgezonden naar het songfestival. Ditmaal won ze, met Après toi. Tot 25 augustus 2012 was het de grootste Eurovisiesongfestivalhit ooit in de Nederlandse Top 40, maar omdat Euphoria van Loreen toen 452 punten  verzamelde, werd Après toi met 437 punten naar de tweede plaats verdrongen. In 2022 bezet zij na Duncan Laurence en S10 de vierde plaats. In de Daverende 30 stond het nummer 3 weken op de eerste plaats. In 1972 had ze een nummer 1-hit in Nederland en Oostenrijk met Ich hab' die Liebe geseh'n. Het stond eveneens 3 weken op nr. 1 in de publieke hitlijst en bleek aan het eind van het jaar de op een na succesvolste single. Verder zijn de schlagers Theo, wir fahr'n nach Lodz (haar grootste hit in Duitsland)  en Die Bouzouki klang durch die Sommernacht twee van haar bekendste nummers. Vicky was zeer succesvol in vele landen, zoals Frankrijk, Griekenland, Verenigd Koninkrijk, Spanje, Italië, Duitsland, Nederland, België, Japan en Canada. Wereldwijd scoorde ze vele hits, in verschillende talen. In de voorgangers van de Mega Top 50 heeft ze 14 hits gehad.
Van het nummer "Verlorenes Paradies" bracht ze in 1982 ook een Nederlandstalige versie uit als "Verloren zijn we niet", met een enigszins Duits accent gezongen. Het nummer heeft een duidelijke boodschap om zuinig om te springen met het milieu. Het nummer stond 6 weken in de Top 40 met als hoogste plaats nummer 14.
In 2000 bracht ze voor het eerst een album uit met eigen composities, Jetzt. In 2003 volgde een album met liederen van Mikis Theodorakis. 2005 was een jubileumjaar voor Vicky; ze stond 30 jaar op de planken en vierde dit met een dubbel-cd met haar grootste hits en enkele nieuwe tracks. Verder deed ze in 2006 23 grote concerten in Duitse steden. Eigenlijk was het haar 40-jarig artiestenjubileum, maar ze heeft zich vanaf 1979 ongeveer 10 jaar teruggetrokken uit de publiciteit. In die periode verschenen er echter wel nieuwe albums, waaronder Eine Nacht In Griechenland (1985), Ich Bin Ich (1988), Starkes Gefuhl (1990) en Nur einen Augenblick (1991). In haar geboorteland Griekenland lanceerde zij in deze jaren twee zeer succesvolle albums: ‘Pyretos tou Erota’ (1989) en ‘Andres’ (1993).
In 2006 nam Vicky deel aan de voorselecties voor Eurosong in Duitsland, met het lied Don't Break My Heart. Zo hoopte ze haar land te vertegenwoordigen in Athene. Zij moest echter de overwinning laten aan Texas Lightning. Op 8, 9 en 10 december 2006 trad ze op bij het MAX Promsconcert in de Utrechtse Jaarbeurs. Op vrijdag 6 juli 2007 trad ze op bij het André Rieuconcert op het Vrijthof in Maastricht.
De Duitse technoformatie Scooter heeft in 2011 een zogenoemde mash-up gemaakt van L'amour est bleu van Vicky Leandros. Het nummer 'C'est bleu' van Scooter feat. Vicky Leandros staat op het album The Big Mash Up. In 2012 zingt ze tijdens de 50PlusBeurs in Utrecht en in mei 2013 geeft zij een uitverkocht concert in het nieuwe Luxor in Rotterdam.
In mei 2019, na bijna 47 jaar artiest te zijn en 80 albums, trad zij weer op in een vol Nieuwe Luxor Theater in Rotterdam. Gastoptredens met George Dalaras. Ze bleef overal optreden tot oktober 2021 toen kreeg ze last van een infectie en was tijdelijk uit de roulatie. In augustus 2022 – een paar dagen na haar 70ste verjaardag – kondigde zij aan dat zij binnen afzienbare tijd haar muzikale carrière zal beëindigen.

## Politieke activiteiten
Met ingang van 1 januari 2007 was Vicky Leandros ook politiek actief in het Griekse Piraeus, waar zij namens de politieke partij PASOK in de gemeenteraad tot taak had deze stad tot een van de bruisende culturele steden aan de Middellandse Zee te maken. Bij de verkiezingen van 16 september 2007 werd ze echter niet herkozen.

## Privéleven
Leandros heeft drie kinderen. Ze is twee keer getrouwd.
Leandros heeft dezelfde familienaam als Vangelis, die in 1983 het nummer "Adler und Taube" schreef voor haar album Vicky. Ze zijn echter niet verwant.

## Discografie

### Albums
| Album met eventuele hitnotering(en) in de Nederlandse Album Top 100 | Datum van verschijnen | Datum van binnenkomst | Hoogste positie | Aantal weken | Opmerkingen |
| ------------------------------------------------------------------- | --------------------- | --------------------- | --------------- | ------------ | ----------- |
| Après toi                                                           | 1972                  | 1-7-1972              | 18              | 3            |             |
| Vicky Leandros                                                      | 1972                  | 11-11-1972            | 3               | 34           |             |
| Meine Freunde sind die Träume                                       | 1973                  | 23-6-1973             | 7               | 14           |             |
| Across the water                                                    | 1975                  | 2-8-1975              | 37              | 2            |             |
| Tango d'amor                                                        | 1976                  | 2-10-1976             | 19              | 11           |             |
| VL                                                                  | 1977                  | 19-3-1977             | 12              | 12           |             |
| Eine Nacht in Griechenland                                          | 1985                  | 2-11-1985             | 31              | 12           |             |

### Singles
| Single met eventuele hitnotering(en) in de Nederlandse Top 40 | Datum van verschijnen | Datum van binnenkomst | Hoogste positie | Aantal weken | Opmerkingen                                                                                           |
| ------------------------------------------------------------- | --------------------- | --------------------- | --------------- | ------------ | --- |
| Après toi                                                     | 1972                  | 8-4-1972              | 1               | 14           | #1 in de Daverende 30                                                                                 |
| Comme je suis                                                 | 1972                  | 26-8-1972             | 11              | 8            | #12 in de Daverende 30                                                                                |
| Ich hab' die Liebe geseh'n                                    | 1972                  | 30-9-1972             | 1               | 19           | #1 in de Daverende 30                                                                                 |
| Auntie                                                        | 1972                  | 18-11-1972            | 4               | 9            | met Demis Roussos, Sandra & Andres, Enrico Macias, Hildegard Knef en Alice Babs/#4 in de Daverende 30 |
| Die bouzouki klang durch die Sommernacht                      | 1973                  | 28-4-1973             | 5               | 12           | #5 in de Daverende 30                                                                                 |
| St. Tropez Gitarren bei Nacht                                 | 1973                  | 18-8-1973             | 7               | 8            | #7 in de Daverende 30                                                                                 |
| Meine Freunde sind die Träume                                 | 1973                  | 17-11-1973            | 30              | 3            | #22 in de Daverende 30                                                                                |
| Theo, wir fahr'n nach Łódź                                    | 1974                  | 25-5-1974             | 12              | 9            | #12 in de Daverende 30                                                                                |
| Rot ist die Liebe                                             | 1975                  | 8-3-1975              | tip             |              | |
| Ja, ja, der Peter der ist schlau                              | 1975                  | 9-8-1975              | tip             |              | |
| Ich liebe das Leben                                           | 1976                  | 27-3-1976             | 18              | 5            | #18 in de Nationale Hitparade                                                                         |
| Tango d'amor                                                  | 1976                  | 21-8-1976             | 3               | 10           | #3 in de Nationale Hitparade                                                                          |
| Auf dem Mond da blühen keine Rosen                            | 1977                  | 12-3-1977             | 7               | 10           | #9 in de Nationale Hitparade                                                                          |
| Kali nichta                                                   | 1977                  | 9-7-1977              | 24              | 6            | #22 in de Nationale Hitparade                                                                         |
| Love's alive                                                  | 1981                  | 24-10-1981            | tip             |              | |
| Je t'aime mon amour                                           | 1982                  | 9-1-1982              | tip             |              | met Demis Roussos/#41 in de Nationale Hitparade                                                       |
| Verloren zijn we niet                                         | 1982                  | 18-12-1982            | 14              | 6            | #10 in de Nationale Hitparade                                                                         |
| Ver van het leven                                             | 1984                  | 28-1-1984             | tip             |              | |

### NPO Radio 2 Top 2000
| Nummer met noteringen in de NPO Radio 2 Top 2000 | '00 | '01  | '02 | '03 | '04  | '05 | '06 | '07 | '08 | '09  | '10  | '11  | '12  | '13  |
| ------------------------------------------------ | --- | ---- | --- | --- | ---- | --- | --- | --- | --- | ---- | ---- | ---- | ---- | ---- |
| Après toi                                        | 849 | 1080 | 724 | 823 | 1202 | 815 | 866 | 946 | 877 | 1415 | 1523 | 1468 | 1490 | 1778 |

1. ↑  Een vetgedrukt getal geeft de hoogste notering aan.
2. ↑  2000 was het eerste jaar met een notering voor dit nummer.
3. ↑  Deze tabel is bijgewerkt tot en met de laatste editie (2024).